# Cotesia australiensis
Cotesia australiensis är en stekelart som först beskrevs av William Harris Ashmead 1900.  Cotesia australiensis ingår i släktet Cotesia och familjen bracksteklar. Inga underarter finns listade i Catalogue of Life.